# Lünener Wohnungs- und Siedlungsgesellschaft

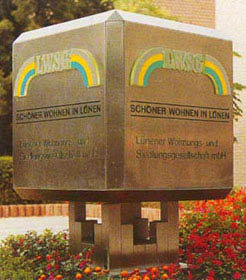
Werbeanlage LWSG

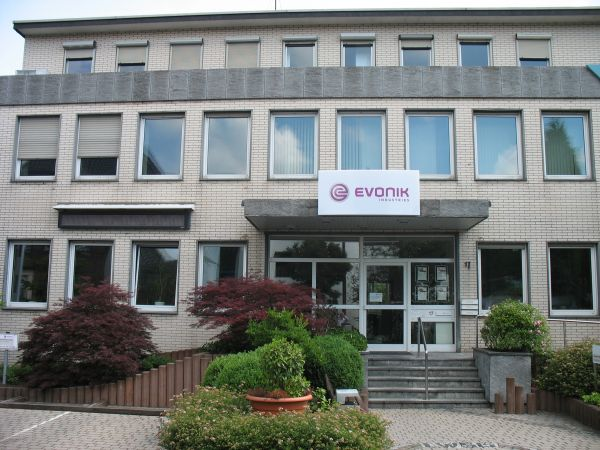
Ehemalige LWSG-Geschäftsstelle als Kundencenter der Evonik Wohnen

Die Lünener Wohnungs- und Siedlungsgesellschaft mbH (LWSG) wurde am 23. Februar 1939 (Eintragung in das Handelsregister) als Wohnungsunternehmen der Stadt Lünen gegründet. Als die LWSG 1998 für 33,23 Mio. Euro an die RAG Immobilien AG verkauft wurde, wurden von der Geschäftsstelle Friedensstr. 17 aus rund 4000 Wohnungen in Lünen, Kamen und Brechten verwaltet. Der größte Einzelbestand der LWSG lag mit 1179 Wohnungen im Lüner Ortsteil "In der Geist" (Geistviertel).
Unter dem Dach der Muttergesellschaft blieb die LWSG eine von neun eigenständigen Wohnungsgesellschaften, musste aber zum Konzernergebnis der RAG AG beitragen. 2004 wurden die 166 sanierungsbedürftigen Wohnungen der Siedlung Hirtenweg an die Janssen & Helbing GmbH in Dorsten verkauft. Zum 1. Januar 2007 wurden weitere 350 Wohnungen an Bouwfonds verkauft.
Mit dem Umbau der RAG AG zur Evonik Industries AG, wurde aus der RAG Immobilien AG die Evonik Wohnen GmbH. Alle Wohnungsgesellschaften wurden unter diesem Dach zusammengeführt und auch die LWSG wird seitdem nur noch als Beteiligung und Bestandshalterin („Legaleinheit“) ohne eigene Rechtsbefugnis geführt. Die Geschäftsstelle wurden zum Kundencenter Lünen der Evonik Wohnen GmbH. Mit der Zusammenführung von Evonik Wohnen GmbH und THS GmbH zur Vivawest GmbH wurde dieses entsprechend zu einem der vierzehn Kundencenter der Vivawest Wohnen GmbH.
Die LWSG ist unter HRB 17104 im Handelsregister beim Amtsgericht Dortmund eingetragen. Sichtbar wird sie aber praktisch nur noch unter „Beteiligungen“ im jährlichen Geschäftsbericht der Vivawest GmbH.